# Villa Heinrich-Zille-Straße 47 (Radebeul)
Die Villa in der Heinrich-Zille-Straße 47 steht im Stadtteil Kötzschenbroda der sächsischen Stadt Radebeul. Sie wurde um 1870 wohl durch den Baumeister Moritz Große errichtet.

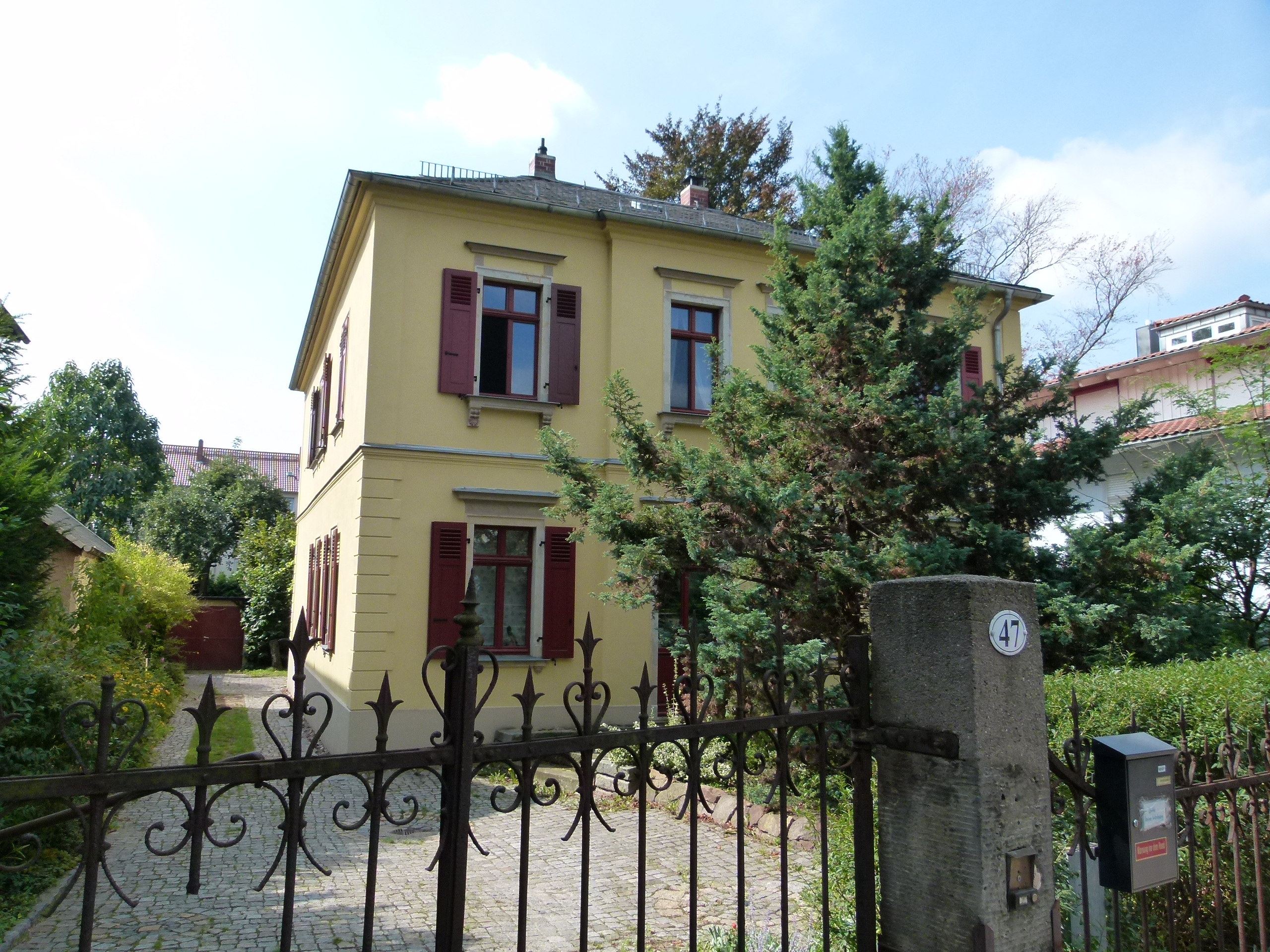
Villa Heinrich-Zille-Straße 47

## Beschreibung
Die mitsamt Ätzglas in der Veranda sowie der Einfriedung und Toreinfahrt unter Denkmalschutz stehende Villa hat einen verputzten Gebäudesockel, zwei Wohngeschosse sowie ein flaches, schiefergedecktes Walmdach. Das mit der Längsseite zur Straße ausgerichtete Gebäude weist eine Größe von vier zu zwei Fensterachsen auf. In der Hauptansicht steht mittig ein nur wenig hervortretender Risalit, vor dem sich in den 2000er Jahren ein Altanvorbau befand. Heute ist dieser beseitigt.
Die verputzten Fassaden weisen Gesimsgliederung auf sowie an den Kanten Ecklisenen, im Erdgeschoss als Eckquaderung. Die Fenster werden von profilierten Sandsteingewänden eingefasst, in der Straßenansicht als Schmuckfassade mit Verdachungen. Die meisten Fenster werden von Klappläden eingerahmt.
Zu den bemerkenswerten Baudetails gehört im Hausflur ein „keramischer Fußbodenbelag mit räumlich illusionistischem Effekt.“
Die Einfriedung ist ein Lanzettzaun mit Sandsteinpfeilern.